# Mulard
Parent  mâle  de l'hybridation 
  Cairina moschata 
×

Parent  femelle  de l'hybridation 
  Anas platyrhynchos 
Le canard mulard (ou moulard) est un hybride stérile issu du croisement de deux espèces de canard.
En France, il est exclusivement destiné à être gavé pour la production de foie gras. Toutefois, seuls les foies gras des canards mulards mâles ont le droit d'être vendus sous la dénomination « foie gras » (législation européenne).
Sa tête et sa queue sont souvent tachées de noir (pour les mâles) ou de blanc/jaune (pour les femelles). Il s'agit du croisement d'un canard mâle, le canard de Barbarie originaire du bassin de l'Amazonie, réputé pour sa chair, avec une cane de Pékin lourde, ou éventuellement une cane de Rouen. À la suite d'études de l'INRA, il apparaît que les mulards issus des types génétiques lourds ont un poids plus élevé quel que soit l'âge et donnent un foie plus lourd. Ce croisement hybride permet d’obtenir un canard rustique qui a la faculté de développer un excellent foie gras et une viande particulièrement savoureuse. La production de canetons mulards est essentiellement obtenue par insémination artificielle (Inra Toulouse).
La plupart des mulards sont élevés dans le but d'être gavés afin de produire du foie gras, du magret et du confit, notamment dans le Sud-Ouest de la France. Le canard de Barbarie, est une espèce non migratrice de par son milieu d'origine tropical. La cane de Pékin en revanche est une race domestique de l'espèce "Anas platyrhynchos" (Canard colvert) qui est par Nature migrateur.

## Consommation du canard
La transformation du canard gras en produits de consommation (foie gras, magret, confit…) se pratique essentiellement dans le Sud-Ouest de la France (Nouvelle-Aquitaine, Occitanie) et en Alsace. C’est une pratique traditionnelle qui aujourd’hui fait l’objet de nombreuses controverses. Le savoir-faire traditionnel est malgré tout inscrit à l’Inventaire du patrimoine culturel immatériel en France.

### Historique
En France, on compte deux régions productrices de foie gras et de plats préparés à base de canard, le Sud-Ouest et l'Alsace. La transformation du canard a la particularité d’être un exercice faisable par tous et chez soi, c’est pour cela que très tôt, les femmes des foyers s’occupèrent à nourrir et transformer les canards pour compléter les revenus du ménage. Le gavage s’effectuait à la saison froide (de décembre à Mars), et la transformation de la viande au printemps, comme le tue-cochon. C’est donc  à cette époque de l’année que les familles remplissaient les celliers de viande pour l’année. Dans la plupart des cas, pour le canard, les foies étaient vendus, car rapportant beaucoup d’argent, et la famille gardait le reste. Seules les familles aisées pouvaient se permettre de garder le foie du canard, qu’elles ne consommaient cependant que pour les grandes occasions : baptême, communion, fiançailles, Noël ou Nouvel An.
La transformation du canard était un évènement commun à tout le village. Les femmes se réunissaient (et en profitaient pour juger leur travail) et procédaient au travail du canard, qui durait trois à quatre jours. Les canards étaient d’abord tués, plumés et lavés, puis accrochés à une poutre dans un espace aéré. Les plumes étaient conservées, lavées, séchées et vendues à un chiffonnier ou gardées pour ses propres oreillers et édredons. Le deuxième jour, les canards étaient découpés. On sortait les foies et  la viande que l’on mettait au sel. Les troisième et quatrième jours étaient consacrés à la préparation des conserves et pâtés.

### Transformation des canards gras
Ce procédé familial de transformation des canards correspond à une économie d’autosuffisance qui perdura jusque dans les années 1980-90. Aujourd’hui et dans la plupart des cas, le processus est plus court, car les canards sont achetés et déjà préparés au moment de l’achat (plumés et lavés). Les familles qui élèvent encore leurs canards sont devenues rares. 
Comme auparavant, le premier jour est consacré à la découpe du canard, l’extraction des foies et la mise au sel des pièces de viande. Le canard est donc premièrement découpé en commençant par les ailes, puis le bec, et le cou. Le tube digestif est retiré, tout comme l’ensemble du système interne. Cette étape est traditionnellement réalisée par les femmes. Les organes ne doivent pas se percer. Le gras du canard est récupéré pour les futures préparations culinaires. Le foie est ensuite extrait, placé dans l’eau salée, puis séparé en deux et dénervé. Il est ensuite salé et poivré et peut être cuisiné. La cuisine du foie gras demande beaucoup de travail d’attention et de minutie. La salaison est très importante, tant pour le goût que pour la conservation. Le reste du canard est découpé en quatre parties : les deux cuisses et les deux magrets. Ces pièces sont salées et déposées dans une caisse à fond de paille qui absorbera l’eau des canards provoquée par le sel. 
Le deuxième jour est le jour de la préparation des pièces de viande. Toutes sont cuites dans le gras du canard, au préalable fondu. Une fois cuits, les cuisses et autres morceaux sont placés dans des bocaux, recouverts de graisse et stérilisés. On peut également faire des rillettes avec les petits bouts de viandes qui se sont décrochés lors de la cuisson. Enfin, du pâté est parfois réalisé avec du magret et d’autres pièces de canard.

## Images

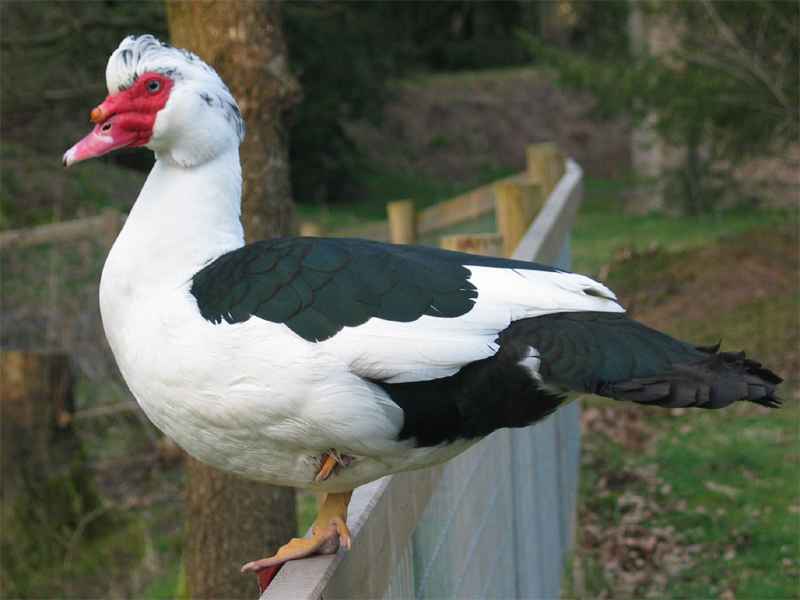
Canard de Barbarie
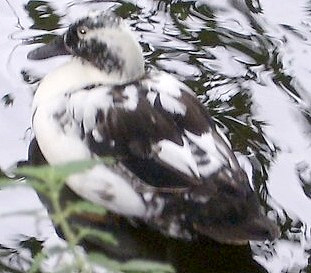
Mulard
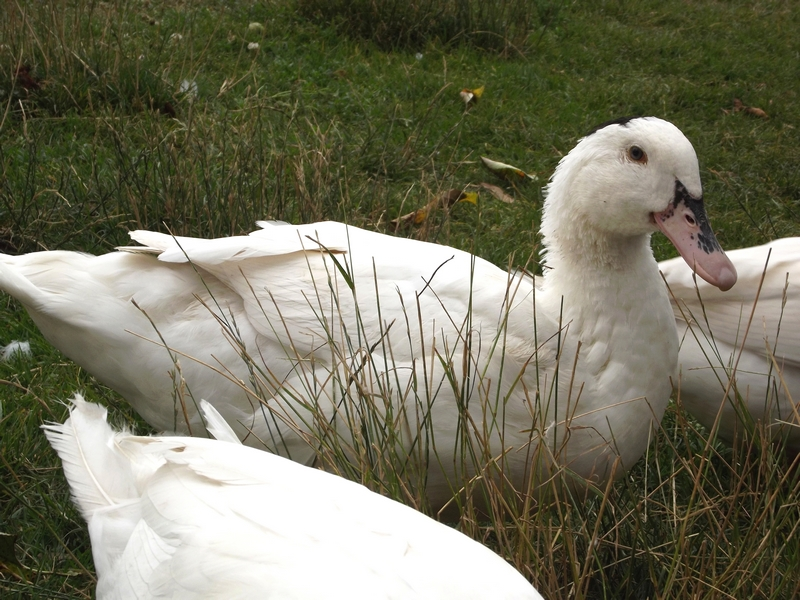
Mulard
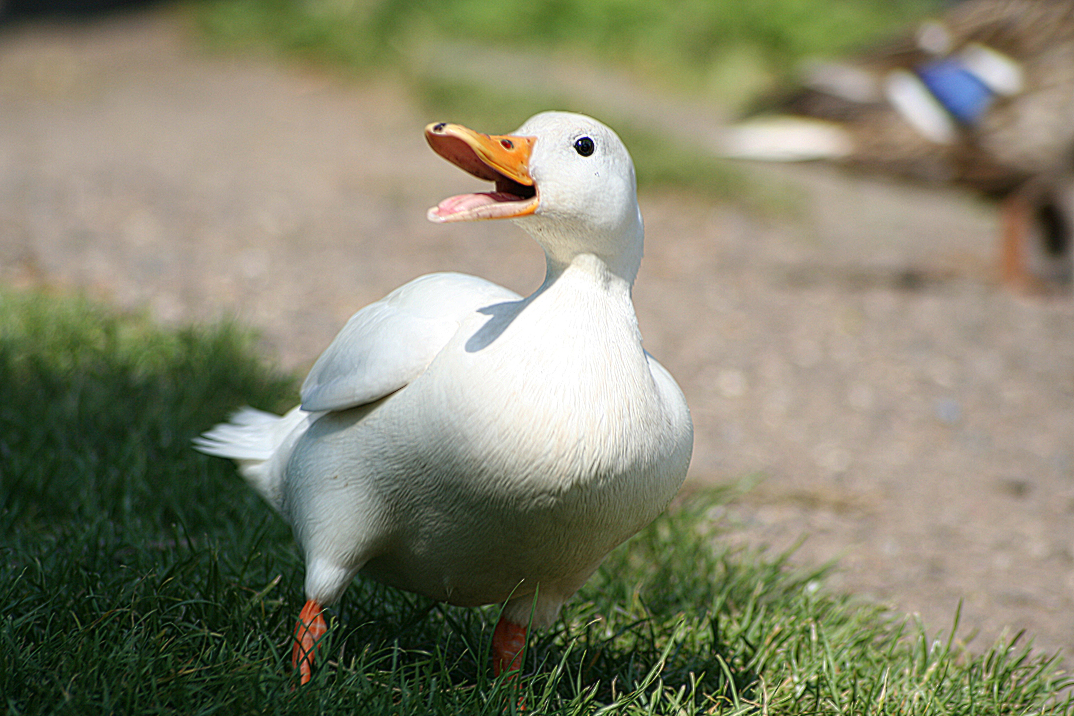
Canard de Pékin